# Lesonice (Vysočina)
Lesonice (in tedesco Lessonitz) è un comune della Repubblica Ceca facente parte del distretto di Třebíč, nella regione di Vysočina.